# ألارجينتم
ألارجينتم هو معدن من معادن الفضة، يوجد على شكل إثميد، وله الصيغة العامة Ag1−xSbx، حيث x = 0.09–0.16.
المعدن نادر نسبياً، وتبلغ صلادته وفق اختبار فيكرز ما بين 172–203.
عثر على المعدن لأول مرة سنة 1949 في مقاطعة أونتاريو الكندية.